# The Radiators
The Radiators, également connu sous le nom de The New Orleans Radiators, est un groupe de rock de La Nouvelle-Orléans en Louisiane qui a combiné les styles musicaux traditionnels de leur ville avec le rock et rhythm and blues pour former le swamp rock qu'ils appellent le fish-head music. Décrit par OffBeat Magazine comme "New Orleans' longest-running and most successful rock band" , The Radiators ont eu un succès commercial limité. Fait exceptionnel, les cinq musiciens du groupe sont toujours les mêmes que lors de la formation en 1978.

## Membres
- Ed Volker - claviers, chant
- Dave Malone - guitare, chant
- Camile Baudoin - guitare
- Reggie Scanlan - basse
- Frank Bua - batterie, percussion

Au début des années 80, le groupe a intégré le percussionniste et chanteur Glenn Sears, qui a quitté le groupe dans les années 90.

## Discographie

### Albums
- Work Done on Premises — (Croaker, 1980)
- Heat Generation — (Croaker, 1981)
- Law of the Fish — (Epic, 1987) n°139 au Billboard 200le 2 avril 1988
- Zig-Zaggin' Through Ghostland — (Epic, 1989) n°122 au Billboard 200 le 10 juin 1989
- Total Evaporation — (Epic, 1990)
- Snafu 10-31-'91 — (Croaker, 1992)
- Bucket of Fish — (Croaker, 1994)
- New Dark Ages — (WAR?, 1995)
- Live at the Great American Music Hall — (Popmafia, 1998)
- The Radiators — (Rattlesby, 2001)
- Earth vs. The Radiators: the First 25 — (2004)
- Dreaming out loud — (SCI Fidelity, 2006)
- Welcome To The Monkey House — (Radz Records, 2018)

### Compilations
- Party On — (Sony, 1996)
- The Best of the Radiators: Songs from the Ancient Furnace — (Epic, 1997)

### DVD
- Earth vs. The Radiators: the First 25 — (2004)